# L'Envers du sport
L'Envers du sport est une série de documentaires américains produite par Netflix et disponible depuis le 10 août 2021.

## Saison 1 - 2021
| Saison | Épisode | Titre                                                                    | Date de sortie   |
| --- | ------- | ------------------------------------------------------------------------ | ---------------- |
| 1 | 1       | L'Envers du sport : Bagarre générale en NBA Untold: Malice at the Palace | 10 août 2021     |
| Le 19 novembre 2004, Ron Artest, joueur des Pacers de l'Indiana fait faute grossière en toute fin de match sur Ben Wallace, joueur des Pistons de Détroit, déclenchant une bagarre entre les deux équipes de NBA. Artest est alors allongé sur la table de marque lorsqu'un fan lui lance un gobelet de bière : une nouvelle bagarre générale éclate, mais cette fois entre les joueurs et les fans jusque dans les gradins. Le Malice at the Palace vient d'avoir lieu au Palace of Auburn Hills, les retombées seront lourdes et durables. |         |                                                                          |                  |
| 1 | 2       | L'Envers du sport : Une boxeuse en enfer Untold: Deal with the Devil     | 17 août 2021     |
| L'histoire se concentre sur la carrière et la vie personnelle de l'ancienne boxeuse professionnelle Christy Martin, y compris l'acceptation de son homosexualité et les violences dans sa vie personnelle. |         |                                                                          |                  |
| 1 | 3       | L'Envers du sport : Caitlyn Jenner Untold: Deal with the Devil           | 24 août 2021     |
| Le parcours atypique de Caitlyn Jenner jusqu'à la reconnaissance olympique avec la médaille d'or en décathlon aux Jeux olympiques de Montréal de 1976. |         |                                                                          |                  |
| 1 | 4       | L'Envers du sport : Hockey sur liasses Untold: Crimes & Penalties        | 31 août 2021     |
| L'histoire de l'équipe de hockey sur glace des Trashers de Danbury, autrefois membre de la défunte United Hockey League (UHL). Cette équipe a été rachetée par James Galante, un magnat des déchets lié à la mafia et associé à la famille criminelle Genovese. James Galante confie la direction des Trashers son fils de 17 ans. |         |                                                                          |                  |
| 1 | 5       | L'Envers du sport : Jeu, set et crise d'angoisse Untold: Breaking Point  | 7 septembre 2021 |
| En 2011, Mardy Fish se distingue sur le circuit de tennis de l'ATP, atteignant un niveau remarquable notamment lors des Masters. Cependant, sa carrière prend une tournure difficile lorsqu'il est confronté à une anxiété grandissante. En 2012, avant son quart de finale de l'US Open face à Roger Federer, il est contraint de déclarer forfait quelques heures avant le match. Diagnostiqué d'un trouble anxieux généralisé, affectant profondément affecté sa carrière sportive et sa vie personnelle.                                 |         |                                                                          |                  |

## Saison 2 - 2022
| Saison | Épisode | Titre                                                                                              | Date de sortie   |
| --- | ------- | -------------------------------------------------------------------------------------------------- | ---------------- |
| 2 | 1       | L'Envers du sport : La petite amie imaginaire (2 épisodes) Untold: The Girlfriend Who Didn't Exist | 10 août 2021     |
| Série documentaire en 2 épisodes sur Manti Te'o, un étudiant-athlète au sein du programme universitaire de football américain du Fighting Irish de Notre Dame en NCAA. Une carrière sportive prometteuse… jusqu'à ce qu'une petite amie imaginaire sur internet, ne le mette hors jeu. |         | |                  |
| 2 | 2       | L'Envers du sport : AND1 et l'âge d'or du streetball Untold: The Rise and Fall of AND1             | 16 août 2022     |
| L'ascension et la chute de la marque américaine de vêtements de sport AND1. |         | |                  |
| 2 | 3       | L'Envers du sport : L'arbitre pris en faute Untold: Operation Flagrant Foul                        | 23 août 2022     |
| En 2007, Tim Donaghy alors arbitre en NBA, est au cœur d'un scandale de paris truqués : il misait sur les matchs qu'il arbitrait. |         | |                  |
| 2 | 4       | L'Envers du sport : La course du siècle Untold: The Race of the Century                            | 6 septembre 2022 |
| L'histoire de l'équipage du yacht The Australia II qui détrône le New York Yacht Club lors de la Coupe de l'America de 1983, brisant ainsi une série de 132 ans de victoires. |         | |                  |

## Saison 3 - 2023
| Saison | Épisode | Titre                                                                                           | Date de sortie |
| --- | ------- | ----------------------------------------------------------------------------------------------- | -------------- |
| 3 | 1       | L'Envers du sport : Jake Paul, l'enfant terrible de la boxe Untold: Jake Paul the Problem Child | 1 août 2023    |
| Jake Paul, le parcours du youtubeur à l'enfant terrible de la boxe américaine. |         |                                                                                                 |                |
| 3 | 2       | L'Envers du sport : Une étoile filante du foot US Untold: Johnny Football                       | 8 août 2023    |
| L'ascension fulgurante et la chute de la star du football américain Johnny Manziel. |         |                                                                                                 |                |
| 3 | 3       | L'Envers du sport : Au palmarès de la honte Untold: Hall of Shame                               | 15 août 2023   |
| Le plus grand scandale de dopage dans le monde du sport, allant de Barry Bonds à Marion Jones, révèle les coulisses de l'utilisation de stéroïdes dans le sport professionnel et l'implication des laboratoires BALCO. |         |                                                                                                 |                |
| 3 | 4       | L'Envers du sport : Gators en eaux troubles (4 épisodes) Untold: Swamp Kings                    | 23 août 2023   |
| Série documentaire en 4 épisodes qui revient sur les méthodes de l'impitoyable d'Urban Meyer, l'entraîneur principal des Gators de la Floride.                                                                         |         |                                                                                                 |                |

## Saison 4 - 2024
| Saison | Épisode | Titre                                                                                  | Date de sortie   |
| --- | ------- | -------------------------------------------------------------------------------------- | ---------------- |
| 4 | 1       | L'Envers du sport : Qui a tué Air McNair ? Untold: The Murder of Air McNair            | 20 août 2024     |
| La mort tragique de Steve McNair, ancien quarterback des Titans du Tennessee en NFL, retrouvé assassiné en 2009 dans des circonstances mystérieuses.                                                                                 |         |                                                                                        |                  |
| 4 | 2       | L'Envers du sport : Voleur de signaux Untold: Sign Stealer                             | 27 août 2024     |
| Un scandale ébranle le football américain universitaire, révélant des pratiques controversées : le vol de signaux. Au cœur de la controverse se trouve Connor Stalions, une membre du staff du programme des Wolverines du Michigan. |         |                                                                                        |                  |
| 4 | 3       | L'Envers du sport : Hope Solo, gardienne indomptable Untold: Hope Solo vs. U.S. Soccer | 3 septembre 2024 |
| Hope Solo, championne du monde football, raconte son ascension mouvementée sur fond de scandales et de tension avec ses anciennes coéquipières.                                                                                      |         |                                                                                        |                  |

## Saison 5 - 2025
| Saison | Épisode | Titre                                                                       | Date de sortie |
| --- | ------- | --------------------------------------------------------------------------- | -------------- |
| 5 | 1       | L'Envers du sport : Tirs en suspension Untold: Shooting Guards              | 6 mai 2025     |
| Coéquipiers au sein des Wizards de Washington en NBA, Gilbert Arenas et Javaris Crittenton se menacent avec d'armes à feu dans les vestiaires. |         |                                                                             |                |
| 5 | 2       | L'Envers du sport : La vérité crue sur le Liver King Untold: The Liver King | 13 mai 2025    |
| Brian Johnson, l'influenceur connu comme le « Liver King » (le roi du foie) : consommation de viande d’organes crus et tromperie.              |         |                                                                             |                |
| 5 | 3       | L'Envers du sport : Quarterback à scandale Untold: The Fall of Favre        | 20 mai 2025    |
| Brett Favre ancienne légende de la NFL face aux scandales de détournement de fonds publics.                                                    |         |                                                                             |                |